# 派謝爾峰

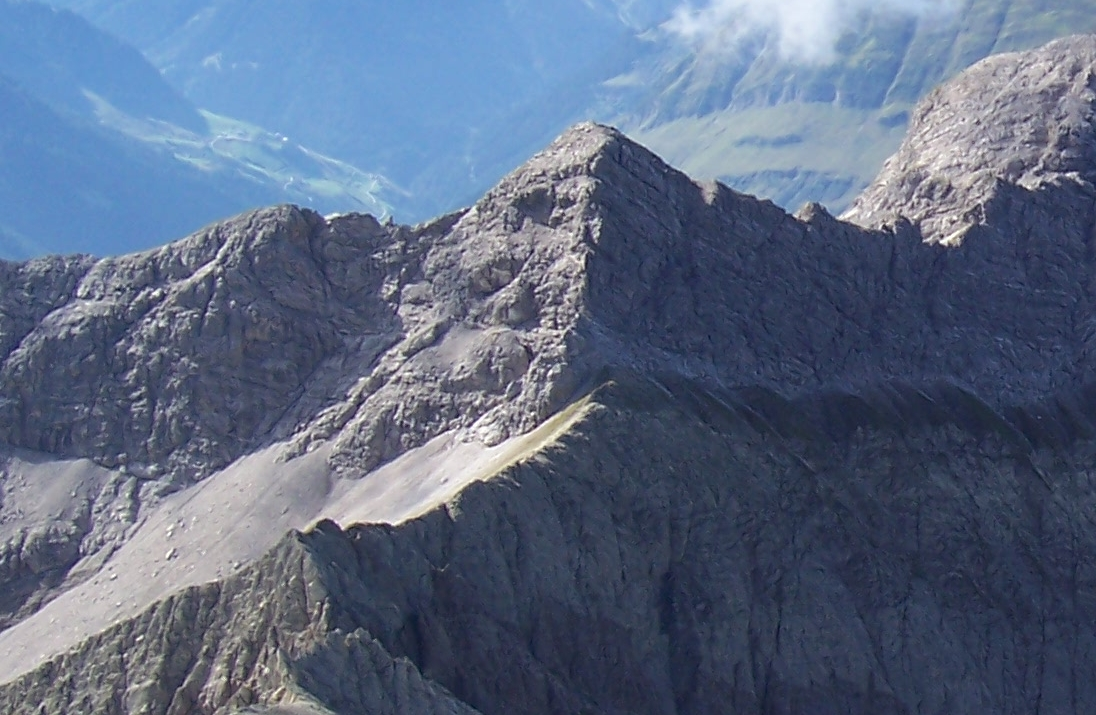

47°16′17″N 10°16′39″E / 47.27139°N 10.27750°E
派謝爾峰（德語：Peischelspitze），是奧地利的山峰，位於該國西部，由蒂羅爾州負責管轄，屬於阿爾高阿爾卑斯山脈的一部分，距離埃爾博格訥峰0.7公里，海拔高度2,512米，每年平均降雨量1,730毫米。